# Kim Delaney
Kim Delaney, född 29 november 1961 i Philadelphia, Pennsylvania, är en amerikansk skådespelare. Hon är mest känd i rollen som Detective Diane Russell i TV-serien På spaning i New York. Hon är en av huvudrollsinnehavarna i TV-serien Army Wives.

## Karriär
Delaney blev först känd för sin roll som den oskyldiga tonåringen Jenny Gardner Nelson i såpoperan All My Children, vilket också var hennes första skådespelarjobb. Hon spelade karaktären mellan augusti 1981 och augusti 1984. Från rollen fick hon en nominering till Daytime Emmy Award 1983. 
Efter att ha lämnat såpoperan All My Children började Delaney medverka i långfilmer. År 1985 var hon med i filmen That Was Then... This Is Now, vilket är filmversionen av S. E. Hintons roman med samma namn. 1986 spelade hon en ung nunna i den militära actionfilmen The Delta Force. Under år 1987 medverkade hon både som Jessie i Christmas Comes to Willow Creek och som advokaten Leslie Kleinberg under den andra säsongen av L.A. Law. År 1988 medverkade hon i thrillern The Drifter. 1994 medverkade hon i filmen The Force.
Delaney återkom regelbundet år 1988 som skådespelare i TV-serien Tour of Duty. Hon lämnade serien 1989 när hon skulle föda sin son, vilket resulterade i att hennes karaktär blev mördad i en explosion - på samma sätt som hennes karaktär dog i serien All My Children.
Delaney började spela kriminalinspektör Diane Russell i NYPD Blue år 1995. Ursprungligen var det planerat att hon bara skulle spela in fyra avsnitt men rollen blev senare permanent   efter att hennes rollfigurs förhållande med kriminalinspektör Bobby Simone (Jimmy Smits) blev en tittarsuccé.  I denna roll nominerades hon tre gånger och vann året 1997  till Primetime Emmy Award för Outstanding Supporting Actress in a Drama Series.
År 2001 blev Delaney vald att medverka i den nya TV-serien Philly, vilket gjorde att hon blev bortskriven från NYPD Blue.
År 2002 fick Delaney istället den kvinnliga huvudrollen i drama serien CSI: Miami.  Redan efter 10 avsnitt blev hon bortskriven från serien, vilket Entertainment Weekly uttryckte var för att det saknades personkemi mellan Delaney och den manliga skådespelaren David Caruso. 

## Filmografi
- 1981–1984 – All My Children (TV-serie)
- 1987 – Lagens änglar (TV-serie) (4 avsnitt)
- 1989–1990 – Pluton B i Vietnam (TV-serie) (18 avsnitt)
- 1990 – Röster från andra sidan graven (TV-serie) (1 avsnitt)
- 1995–2003 – På spaning i New York (TV-serie) (huvudroll, 137 avsnitt)
- 2000 – Mission to Mars
- 2002 – CSI: Miami (TV-serie) (10 avsnitt)
- 2005 – OC (TV-serie) (5 avsnitt)
- 2007–2012 – Army Wives (TV-serie) (huvudroll, 104 avsnitt)
- 2007 – Law & Order: Special Victims Unit (TV-serie) (2 avsnitt)
- 2018 – Chicago Fire (TV-serie) (3 avsnitt)